# 艾米利奧·普奇
艾米利奥·普奇，巴森托侯爵（Emilio Pucci, Marchese di Barsento，義大利語發音：[eˈmiːljo ˈputtʃi]；1914年11月20日-1992年11月29日）是一位意大利时装设计师、飞行员和政治家。他及其同名公司以设计多彩几何印花图案闻名于世。

## 早年生活
普奇1914年出生于意大利那不勒斯的普奇家族，他一生中大部分时间都在佛罗伦萨的普奇宫（Palazzo Pucci）生活和工作。
17岁时，普奇作为意大利队成员前往美国纽约州的普莱西德湖参加1932年冬季奥运会，但他并未参赛。在米兰大学学习两年后，他前往美国乔治亚州雅典市的乔治亚大学学习农业。 1935年，俄勒冈州里德学院给了他全额奖学金，条件是他要为学院建立一支滑雪队。 1937年，他在里德学院获得社会科学硕士学位，同年在佛罗伦萨大学获得政治学博士学位。

## 第二次世界大战
1938年，普奇加入意大利空军，在第二次世界大战期间担任SM.79鱼雷轰炸机飞行员，晋升为上尉并因英勇表现获得勋章。战争期间，他成为墨索里尼长女埃达（Edda Mussolini）的心腹，并在拯救埃达丈夫、墨索里尼的前外交部长加莱亚佐·齐亚诺伯爵（Count Galeazzo Ciano）生命的计划中扮演关键角色。齐亚诺因参与1943年推翻墨索里尼而受审。这个计划包括将齐亚诺的一些文件（这些文件对墨索里尼极为批判）交给盖世太保，以换取齐亚诺的生命。
在希特勒否决了这一计划后，普奇于1944年1月9日驾车将埃达送到瑞士边境，确保她成功逃脱。离开前，埃达写了最后的请求信给希特勒、墨索里尼和德国安全部队在意大利的指挥官威廉·哈斯特将军，普奇将这些信交给了一位中间人。随后他试图自己逃往瑞士，但被捕并被送往米兰的圣维托雷监狱，在那里他遭到盖世太保的严刑拷打，但他们未能从他那里获取任何情报。普奇后来设法逃脱并到达瑞士，在那里他一直待到战争结束。

## 时装事业
普奇设计的第一批服装是为里德学院滑雪队设计的。他的设计在1947年引起了更广泛的关注，当时他在瑞士采尔马特休假。他为一位女性朋友设计的滑雪服被《哈泼斯·芭莎》杂志的摄影师托尼·弗里塞尔（Toni Frissell）拍摄。弗里塞尔的编辑要求普奇为1948年冬季刊的欧洲冬季时尚故事设计滑雪服。
普奇是第一个设计一件式滑雪服的人。虽然战前欧洲已有一些弹性面料的实验，但普奇的流线型设计引起了轰动，他收到了几家美国制造商的生产邀约。但他选择离开空军，在卡普里岛的坎佐内德尔马雷（Canzone del Mare）这一时尚度假胜地建立了自己的高级定制时装屋。
最初，他利用对弹性面料的了解在1949年推出了泳装系列，但很快就转向其他产品，如色彩鲜艳、图案大胆的丝绸围巾。尼曼·马库斯百货公司的斯坦利·马库斯鼓励他将这些设计用于女衬衫，然后是一系列深受欢迎的免熨印花丝绸连衣裙。1950年，普奇在意大利的首次时装秀上展示了他的系列。随着卡普里岛成为国际名流聚集地，普奇的业务蓬勃发展，他在罗马增设了一家精品店。到20世纪50年代初，普奇获得了国际认可，在达拉斯获得尼曼-马库斯奖，在迈阿密获得伯丁斯阳光奖。
到了60年代，当玛丽莲·梦露成为普奇的粉丝时，他的地位进一步提升。她被摄影师乔治·巴里斯拍摄了多张身着普奇服装的照片，这些照片成为她的最后几张照片之一。1962年梦露去世后，她穿着普奇的连衣裙入葬。

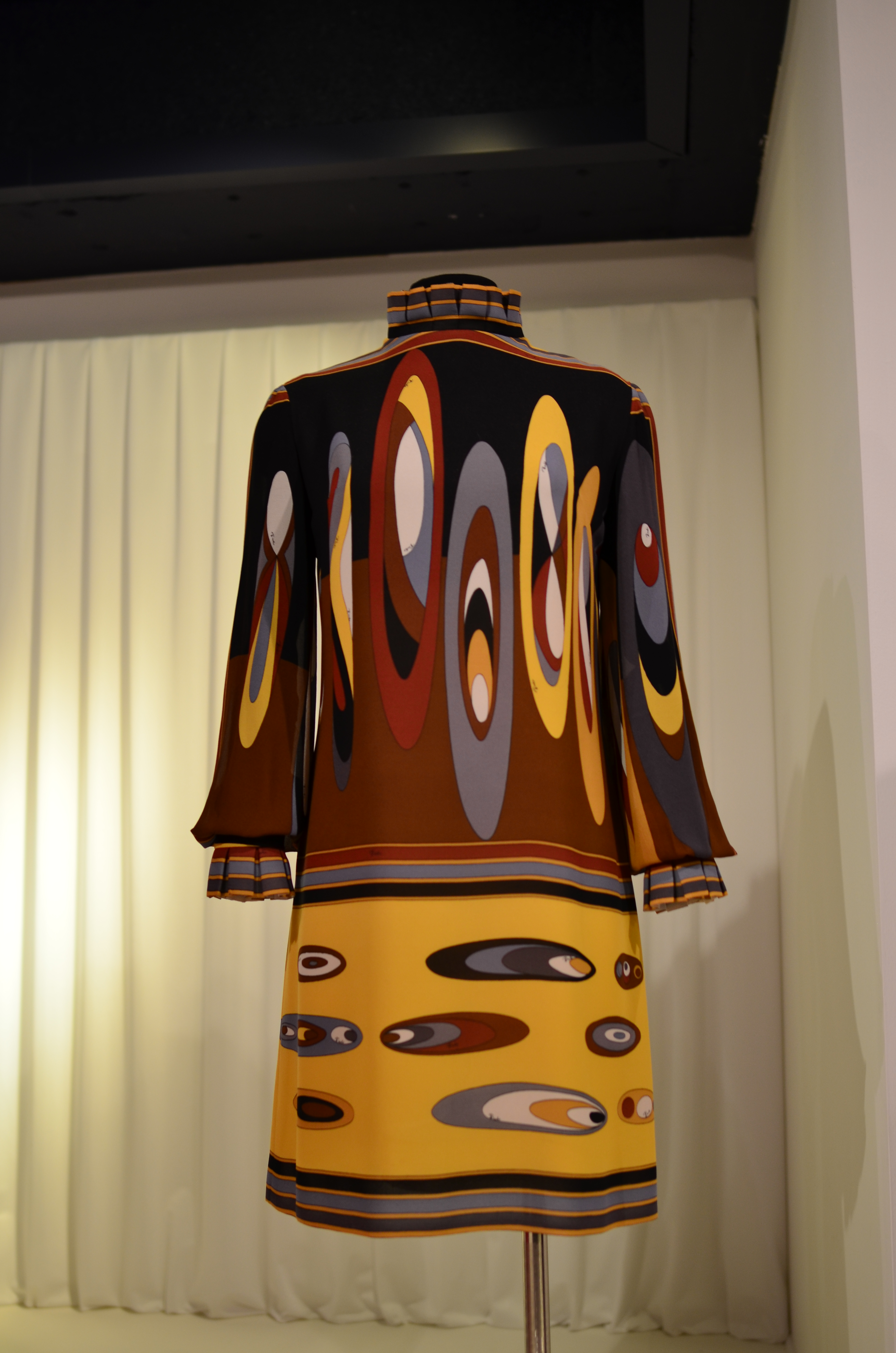
1970年代艾米利奥·普奇设计的鸡尾酒裙，在西雅图的Frederick & Nelson百货公司销售

随着时代的发展，他的设计被从女演员索菲亚·罗兰到作家杰奎琳·苏珊再到第一夫人杰奎琳·肯尼迪等各界名人穿着，后来的流行偶像如麦当娜在90年代初期60年代风格复兴时也穿着他的设计。每当60年代风格在时尚界复兴，普奇都很可能被提及。在时尚史上，尤其是20世纪50年代和60年代，普奇是欧洲和北美豪华定制服装与成衣之间完美过渡的代表。
1959年，普奇决定创建一个内衣系列。他在罗马的工作室建议他在国外开发这一系列，避免十年前将可用面料与其首个泳装系列的图案匹配时遇到的困难。因此，普奇来到芝加哥，将内衣合同交给Formfit-Rogers工厂。这一合作证明是成功的，一年后普奇被任命为该公司负责设计和营销的副总裁。
1959年2月，他与来自罗马的克里斯蒂娜·南尼尼（Cristina Nannini）结婚，后来他说："我娶了一个波提切利。"他们育有两个孩子，亚历山德罗和劳多米亚。亚历山德罗在1998年的一场车祸中丧生，比他父亲去世晚了六年。
布兰尼夫航空、NASA与林肯汽车
1965年，纽约广告代理公司Jack Tinker and Associates受布兰尼夫国际航空公司聘请更新其形象。该机构的玛丽·威尔斯聘请亚历山大·吉拉德改造航站楼，并聘请普奇为空乘人员设计新制服。
普奇在1965年至1974年间为布兰尼夫的空乘、飞行员和地勤人员设计了六套完整的制服系列。到1968年，芭比娃娃已有他设计的前四套制服的版本。这些制服被设计成单独的组件，可根据天气情况增减。制服包括高领衫、T恤、短夹克和裙裤。普奇将吉拉德的"BI"标志融入到他的一些印花中。

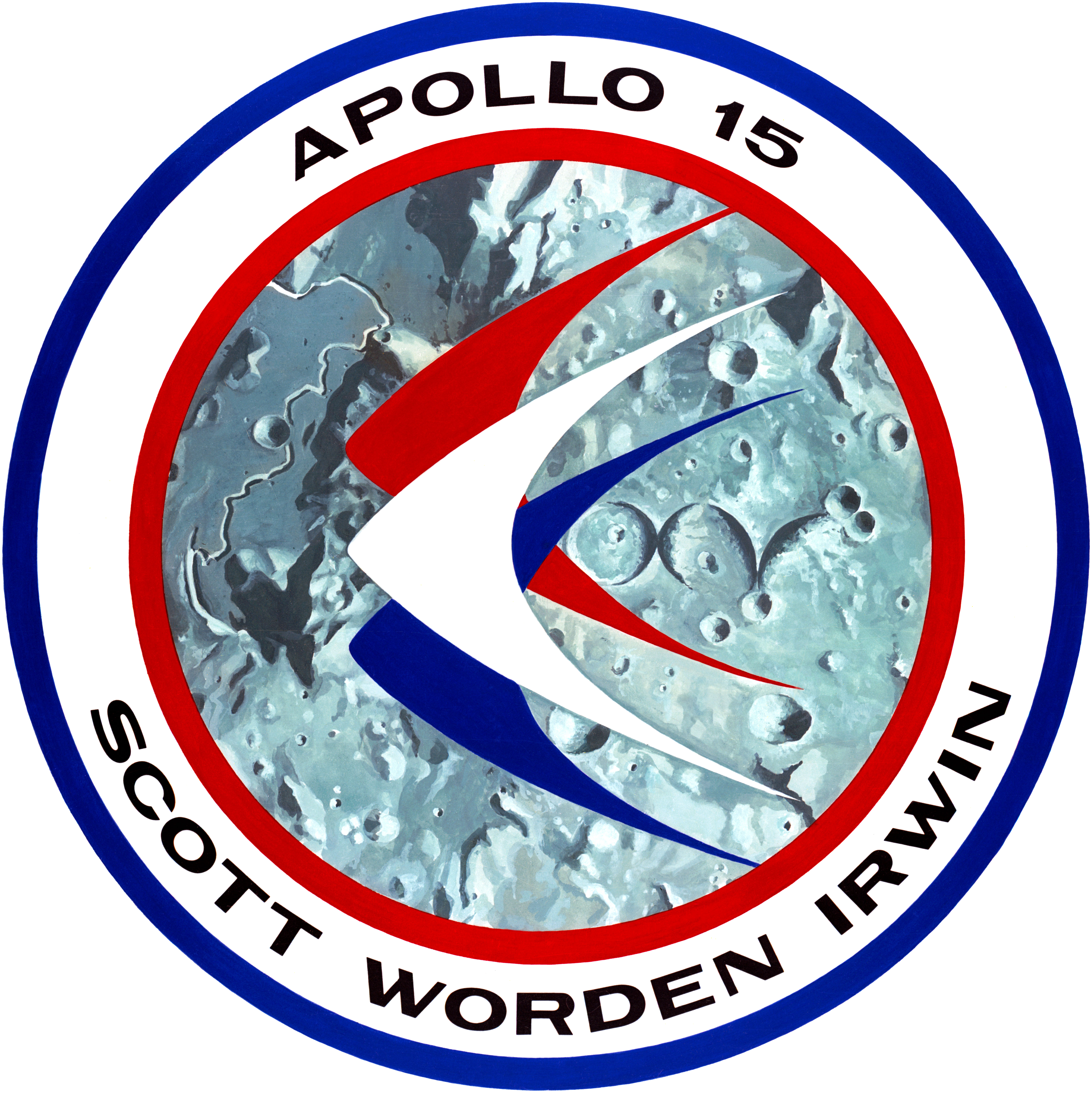

普奇为阿波罗15号任务徽章的设计提出了三鸟图案的建议。
从1976年到1983年，普奇为美国福特汽車公司豪华部门林肯的普奇特别版林肯Mark系列汽车选择外部和内部颜色与装饰：1976年的Mark IV，1977年至1979年的Mark V，以及1980年至1983年的Mark VI，设计细节每年略有变化。

## 政治生涯
普奇代表意大利自由党参加了1963年4月的意大利大选，竞争佛罗伦萨-皮斯托亚选区的席位。他在该党名单中位居第二，获得2,780票，排在维托里奥·福索姆布罗尼之后，该党赢得一个席位。他于同年8月在意大利众议院接替福索姆布罗尼。
他在1968年大选中保住了席位，但在1972年大选中失去了席位，当时他是该区自由党的首席候选人，获得4,231票。

## 普奇品牌

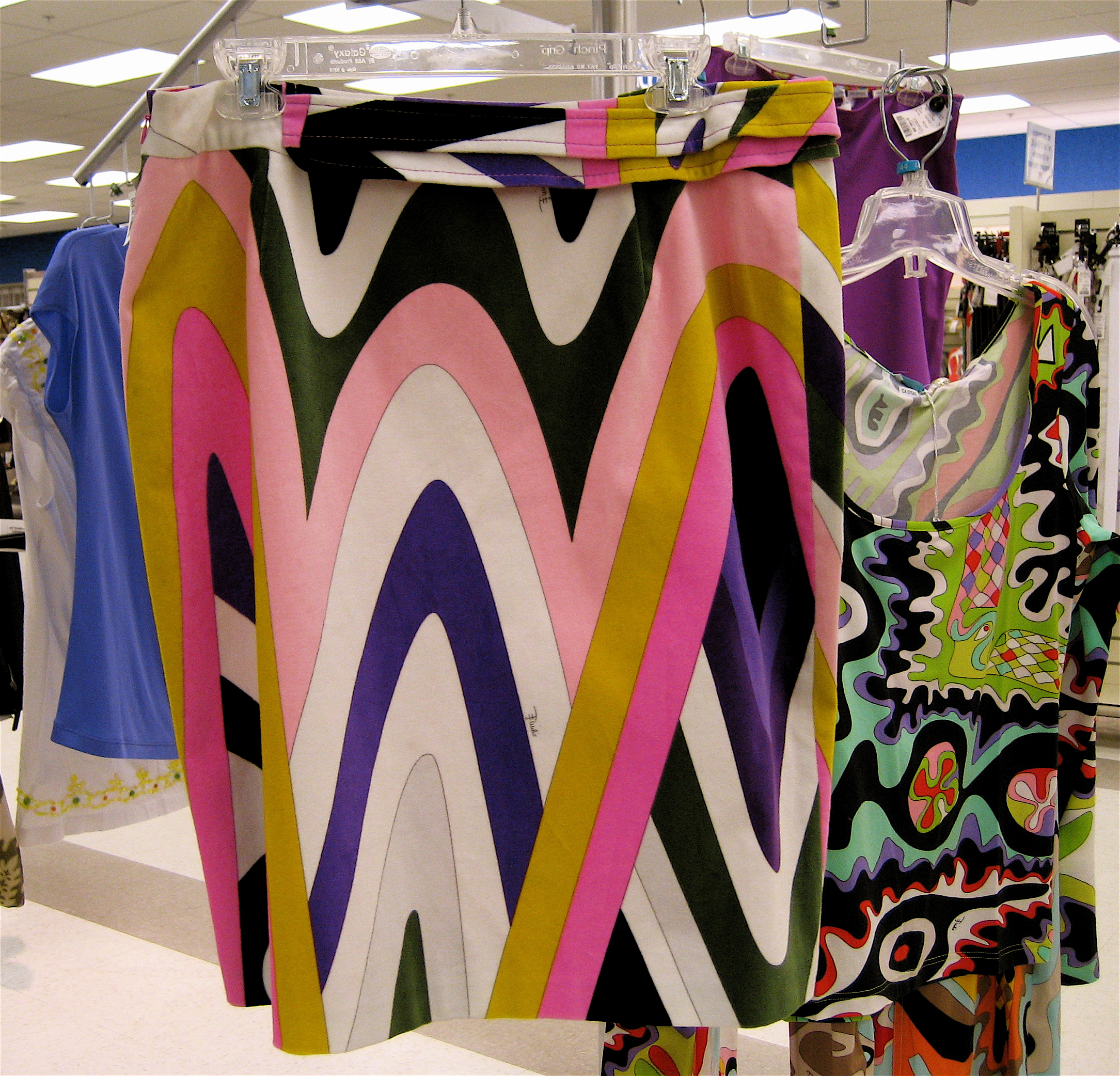
普奇裙装和连衣裙，2007年。

艾米利奥·普奇去世后，他的女儿劳多米亚·普奇继续以普奇名义设计。2000年，法国LVMH奢侈品集团收购了普奇品牌67%的股份。劳多米亚担任形象总监，而LVMH则引进了重量级设计师，如克里斯蒂安·拉克鲁瓦（2002-2005年担任创意总监）、马修·威廉姆森（2005年10月起）以及从2009年起的彼得·邓达斯。
艾米利奥·普奇的服装和配饰通过全球艾米利奥·普奇和罗西尼奥尔精品店销售，并在由莱娜·佩索设计的高端百货商店中销售。这些商品大多以设计师原创的鲜艳多彩、常常是旋涡状的印花或其原始独特风格的新设计为特色。该时装屋为女性生产成衣服装和配饰，此外还有少量男士配饰。过去，该公司曾生产更全面的男装系列，包括与埃尔梅内吉尔多·泽尼亚集团合作的系列，其中包括内衬有普奇印花面料的男士夹克，专为美国百货公司萨克斯第五大道设计。普奇为索尼PlayStation便携式游戏系统设计的限量版便携盒被索尼作为PlayStation Signature系列的高端配件销售。
美国的普奇精品店，全部由巴西设计师莱娜·佩索设计，位于纽约市、拉斯维加斯、巴尔港、棕榈滩、比佛利山庄、波士顿、南海岸广场、纽约东汉普顿、迈阿密，即将在达拉斯开设。最新的店铺刚刚在纽约市门罗大道855号开业。
客户包括歌手凯莉·米洛和主持人亚历克萨·钟。2011年，亚历克萨·钟穿着一件带蕾丝袖和性感蝴蝶结的普奇长裙登上了《哈泼斯·芭莎》杂志的最佳着装榜单。
普奇还为丽塔·奥拉的《放射性巡演》设计了服装。 2014年3月，亚历山德拉·卡拉辞去普奇首席执行官职务。 2015年3月，马西莫·乔尔杰蒂被任命为创意总监，接替彼得·邓达斯。 从2017年到2021年，普奇没有创意总监，靠设计师团队运营。 自2021年6月起，LVMH拥有普奇100%的股份。劳多米亚·普奇继续负责该品牌的档案和传承。 2021年9月，卡米尔·米塞利成为普奇的创意总监。 2022年7月，萨尔·德布劳威尔接任该时装屋的首席执行官。
普奇的最新发展是推出了2025年春夏季的Marmo系列，目前其官方网站提供全球免费快递服务，产品线更加丰富，已经扩展到了女装、男装、儿童装、生活方式类产品甚至宠物配饰。该品牌的经典图案如Iride（虹膜）、Festa（节日）和新推出的Marmo（大理石）图案继续是其标志性的设计元素。

## 相关作品
- 《JoJo的奇妙冒险》第六部石之海中的普奇神父以之命名。